# ادگلی (داکوتای شمالی)
ادگلی(به انگلیسی: Edgeley) شهری در ایالت داکوتای شمالی کشور ایالات متحده آمریکا است که جمعیت آن در سرشماری سال ۲۰۱۰ میلادی، ۵۶۳ نفر بوده‌است.